# Пілу (комуна)
Пілу (рум. Pilu) — комуна у повіті Арад в Румунії. До складу комуни входять такі села (дані про населення за 2002 рік):
- Вершанд (945 осіб)
- Пілу (1031 особа) — адміністративний центр комуни

Комуна розташована на відстані 440 км на північний захід від Бухареста, 45 км на північ від Арада, 91 км на північ від Тімішоари.

## Населення
За даними перепису населення 2002 року у комуні проживали 1976 осіб.
Національний склад населення комуни:
| Національність | Кількість осіб | Відсоток |
| -------------- | -------------- | -------- |
| румуни         | 1660           | 84,0%    |
| цигани         | 160            | 8,1%     |
| угорці         | 148            | 7,5%     |
| серби          | 3              | 0,2%     |
| німці          | 2              | 0,1%     |
| турки          | 1              | 0,1%     |
| словаки        | 1              | 0,1%     |
| італійці       | 1              | 0,1%     |

Рідною мовою назвали:
| Мова       | Кількість осіб | Відсоток |
| ---------- | -------------- | -------- |
| румунська  | 1835           | 92,9%    |
| угорська   | 130            | 6,6%     |
| циганська  | 5              | 0,3%     |
| німецька   | 2              | 0,1%     |
| турецька   | 1              | 0,1%     |
| сербська   | 1              | 0,1%     |
| словацька  | 1              | 0,1%     |
| італійська | 1              | 0,1%     |

Склад населення комуни за віросповіданням:
| Релігія            | Кількість осіб | Відсоток |
| ------------------ | -------------- | -------- |
| православні        | 1652           | 83,6%    |
| римо-католики      | 146            | 7,4%     |
| п'ятдесятники      | 108            | 5,5%     |
| баптисти           | 23             | 1,2%     |
| адвентисти         | 21             | 1,1%     |
| реформати          | 8              | 0,4%     |
| греко-католики     | 6              | 0,3%     |
| мусульмани         | 1              | 0,1%     |
| бретрени           | 1              | 0,1%     |
| не вказали релігію | 1              | 0,1%     |